# 銀行帳戶
銀行帳戶是金融機構和銀行客戶之間的財政帳戶，又稱為戶口（香港、澳門）、戶頭（台灣、中國大陸）或口座（台灣、日本；台語讀音：kháu-tsō）。銀行帳戶可為存款帳戶、信用卡帳戶或金融機構提供的其他類型帳戶。財務機構以銀行結單通知客戶其銀行帳戶在特定時間之間的交易。帳戶在特定時間的結餘就是該客戶在金融機構的部位。

## 帳戶類型
銀行帳戶的結餘可以是正數（即銀行欠客戶錢）或負數（即客戶欠銀行錢）。
總括而言，為正數結餘而開設的帳戶稱為「存款帳戶」，而為負數結餘而開設的帳戶稱為「貸款帳戶」。一些帳戶可以在正數和負數結餘之間轉換。
一些帳戶是以功用稱呼，例如儲蓄帳戶和往來帳戶。
任何类型的银行账户都需要通过身份核验或通过了解你的客户(Know Your Customer，縮寫KYC)以保证开设的银行户口所服务的是合资格的储户。某些国家的国民可能无法通过KYC开设户口，例如伊朗、叙利亚、波札那和朝鲜等国国民可能无法通过大多数国家银行系统的身份核验亦无资格登记KYC。

## 另見
- 無銀行戶口